# Charles Robert Woods
Charles Robert Woods (né le 19 février 1827 à Newark dans le comté de Licking, État de l'Ohio, et décédé le 26 février 1885 à Newark, État de l'Ohio) est un brigadier-général de l'Union. Il est enterré à Newark, État de l'Ohio.

## Avant la guerre
Charles Robert Woods est diplômé de West Point. Il est affecté en tant que second lieutenant le 1er juillet 1852 dans le 1st U.S. infantry. Il est ensuite affecté au 9th U.S. infantry, le 3 mars 1855, avant d'être promu premier lieutenant le 16 octobre 1855, puis capitaine le 1er avril 1861.

## Guerre de Sécession
Au début du conflit, Charles Robert Woods est promu colonel dans le 76th Ohio Volunteer Infantry le 13 octobre 1861 en tant que commandant du régiment.
Il participe à la bataille de Fort Donelson et à la bataille de Shiloh. En 1863, il commande lors du premier assaut contre Vicksburg, à la bataille de Mission Ridge et à la bataille de Ringgold Gap.
Il est promu brigadier-général le 4 août 1863. Il participe à la bataille d'Atlanta et à la marche de Sherman vers la mer.
Il est promu major-général des volontaires le 22 novembre 1864 et major-général U.S le 13 mars 1863 pour « bravoure et services méritants » à la bataille de Bentonville.
Il aura participé, avec le 76th Ohio Volunteer Infantry, à 47 batailles.

## Après la guerre
Charles Robert Woods quitte le service des volontaires le 1er septembre 1866 et retourne dans l'armée régulière en tant que lieutenant-colonel (grade auquel il est promu le 28 juillet 1866).